# Domänverket
Domänverket var tidigare ett svenskt statligt affärsdrivande verk med uppgift att handha den genom domänfonden 1913 bildade skogsmarken. 1992 ombildades Domänverket till Domän AB. Idag förvaltas dessa skogar öster om odlingsgränsen av Sveaskog AB och väster därom av Fastighetsverket.

## Ursprung och utveckling
Domänverket hade sitt ursprung i det med 1634 års regeringsform bildade riksjägmästarämbetet, som dock drogs in redan 1687. Först 1859 fick skogs- och jaktväsendet en verklig styrelse genom den då inrättade Kungl. Skogsstyrelsen, och därutöver fick en 1877 upprättad avdelning inom Kammarkollegium hand om förvaltningen av Kronans jordbruksdomäner. Genom en sammanslagning av Kungl. Skogsstyrelsen och denna avdelning organiserades från och med 1883 Domänstyrelsen.

### Det affärsdrivande verket inrättas
År 1912 blev Domänstyrelsen affärsdrivande verk, och 1921 började namnet Domänverket att användas som samlingsnamn för domänstyrelsen, skogsstaten och skogsskolorna. Undan för undan kom Domänverkets ansvar att minskas. Under åren 1902–1912 sorterade Statens skogsforskningsinstitut under Domänverket. Fram till 1934 hade Domänverket även ansvar för tillsyn av Svenska kyrkans och städernas skogar, men därefter överfördes ansvaret till skogsvårdsstyrelserna. 1942 överfördes majoriteten av Domänverkets skogsindustrier, såsom sågverk till det nybildade AB Statens Skogsindustrier, senare ASSI. 1963 övertog Skogsstyrelsen (bildad 1941) ansvaret för skogsskolorna. 1967 övertog Naturvårdsverket ansvaret för viltvård och nationalparker. 1979 överfördes genom den nya skogslagen ansvaret för skogens tillsyn till de olika skogsvårdsmyndigheterna.
DomänTurist som drev campingar och andra fritidsverksamheter ingick i Domänverket. DomänTurist bildades 1975 och avvecklades 1994 i samband med privatiseringen och bildandet av AssiDomän.

### Aktiebolagsbildningen
1992 ombildades Domänverket till aktiebolag under namnet Domän AB, och sammanslogs årsskiftet 1993/94 med ASSI till AssiDomän AB.

### Sveaskog
År 1999 bildade AssiDomän dotterbolaget Sveaskog AB med ett skogsinnehav av 900 000 hektar produktiv skogsmark. Staten bytte till sig samtliga aktier i Sveaskog genom betalning med aktier i AssiDomän, och blev 100% ägare i Sveaskog. Det minskade statens innehav i AssiDomän till 34 procent. Efter detta började AssiDomän sälja av flera pappers- och massabruk i och utanför Sverige. 2001 köpte staten genom Sveaskog upp resterande aktier i AssiDomän och är i huvudsak detta skogsinnehav som motsvaras av dåvarande Domänverkets.

## Skogsvårdsorganisation
Domänverkets marker var uppdelade på skogsförvaltningar som kallades revir och som vart och ett förestods av en revirförvaltare, vanligen en jägmästare. Inom varje revir fanns ett antal kronoparker.

## Generaldirektörer och chefer, 1883–1968
- Oscar Evers  1883-1898
- Fredrik Wachtmeister 1898-1905
- Karl Fredenberg 1905-1924 (tillförordnad 1905)
- Denis af Wåhlberg 1924-1925
- Jacob Beskow 1925-1928
- Gösta Kuylenstierna 1928-1942
- Bo von Stockenström 1942-1950
- Erik W. Höjer 1950-1965
- Per Sköld 1965-1968

## Generaldirektörer och chefer, 1969–1992
- Per Sköld 1969-1970
- Folke Rydbo 1970-1980
- Lennart Schotte 1980-1983
- Bo Hedström 1983-1992 (tillförordnad 1983)